# (7101) 1930 UX
(7101) 1930 UX là một tiểu hành tinh vành đai chính. Nó được phát hiện bởi Clyde Tombaugh ở Đài thiên văn Lowell ở Flagstaff, Arizona, ngày 17 tháng 10 năm 1930.